# Odontotrypes hayeki
Odontotrypes hayeki is een keversoort uit de familie mesttorren (Geotrupidae). De wetenschappelijke naam van de soort werd in 1961 gepubliceerd door Miksic.